# Balistoides
Genre
Balistoides est un genre de poissons tétraodontiformes de la famille des Balistidae (« poissons-balistes »).

## Liste d'espèces
Selon FishBase (26 mars 2014), World Register of Marine Species (26 mars 2014) et World Register of Marine Species (26 mars 2014) :
- Balistoides conspicillum (Bloch et Schneider, 1801) - Baliste clown
- Balistoides viridescens (Bloch et Schneider, 1801) - Baliste verdâtre alias Baliste olivâtre

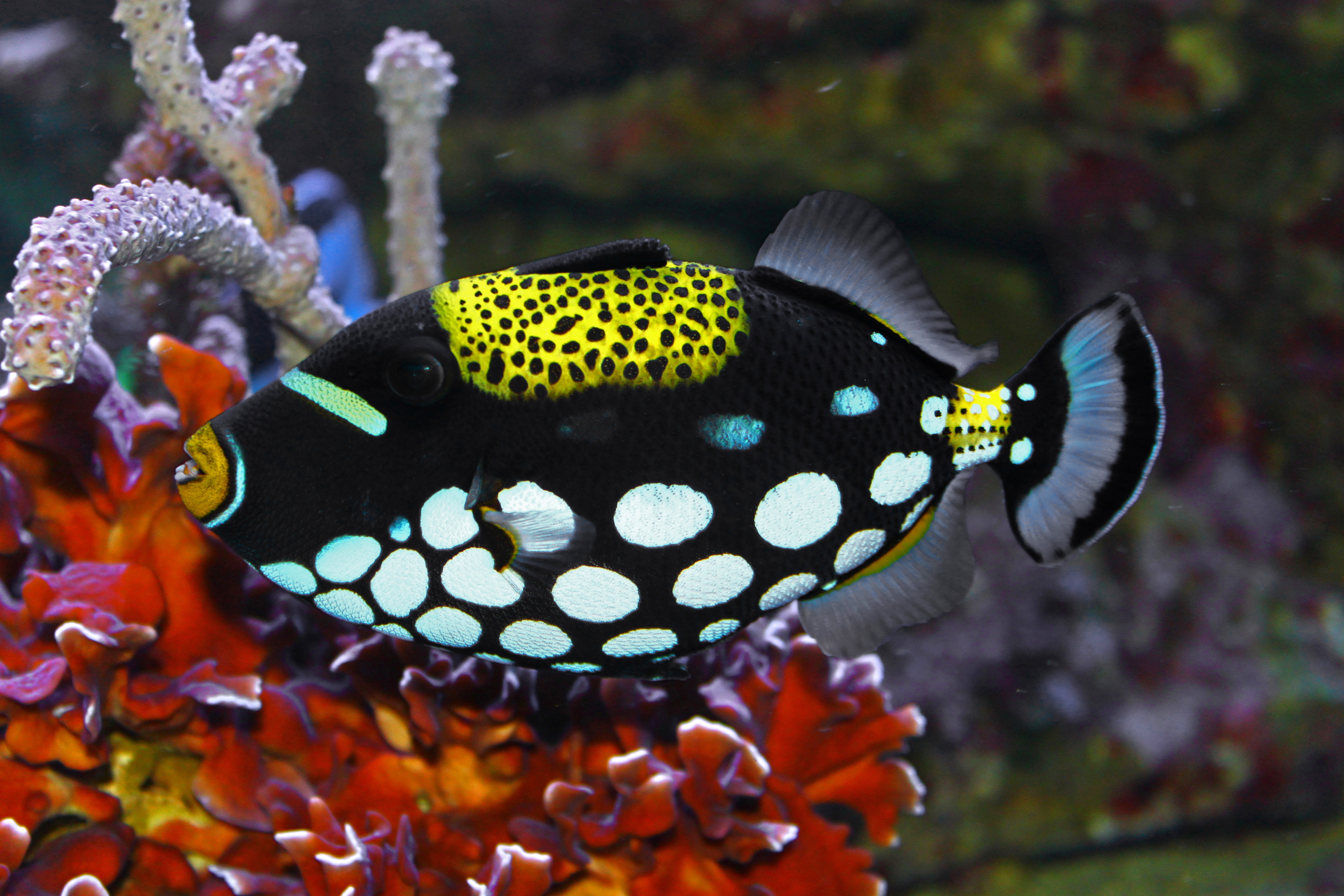
Balistoides conspicillum
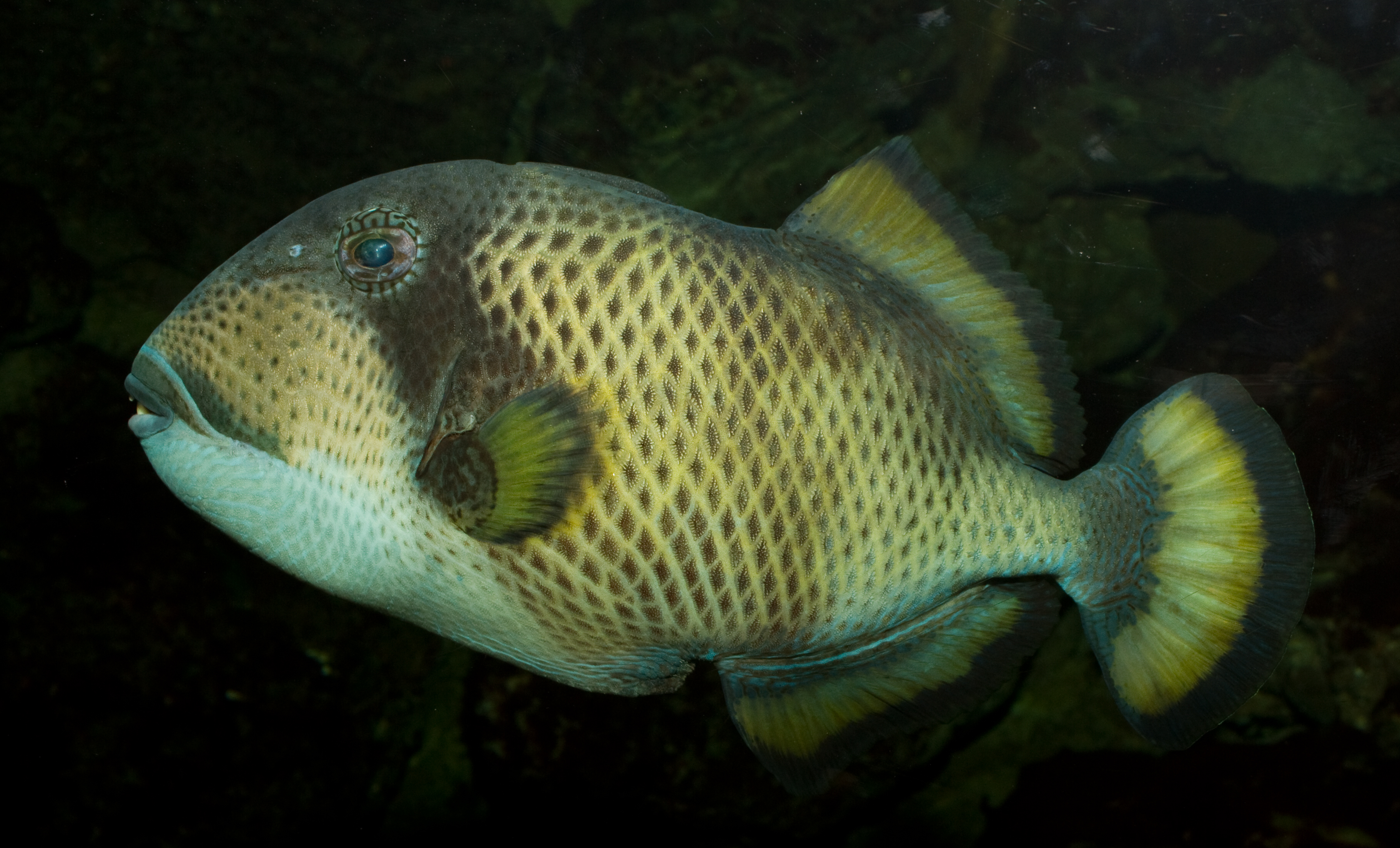
Balistoides viridescens